# شهرستان ناکس (ایندیانا)
شهرستان ناکس، ایندیانا (به انگلیسی: Knox County, Indiana) یک شهرستان در آمریکا در ایالات متحده آمریکا است که در ایندیانا واقع شده‌است.